# Thereva nobilitata
Thereva nobilitata är en tvåvingeart som först beskrevs av Fabricius 1775.  Thereva nobilitata ingår i släktet Thereva och familjen stilettflugor. Enligt den finländska rödlistan är arten sårbar i Finland. Arten är reproducerande i Sverige. Artens livsmiljö är torra gräsmarker. Inga underarter finns listade i Catalogue of Life.

## Bildgalleri

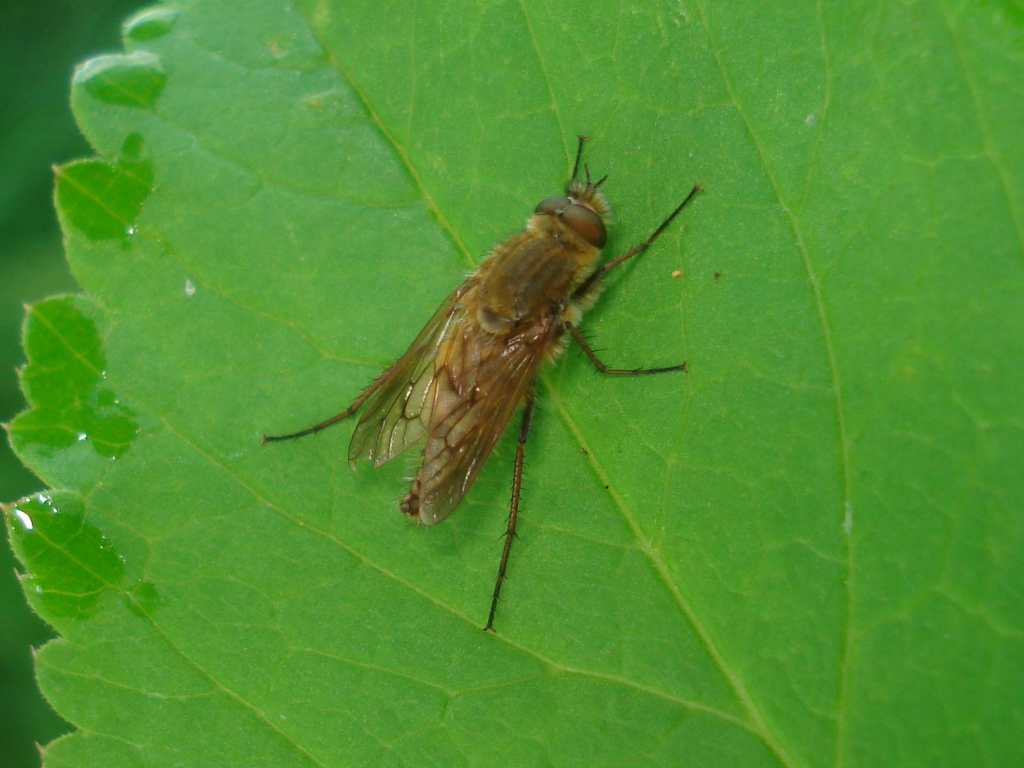
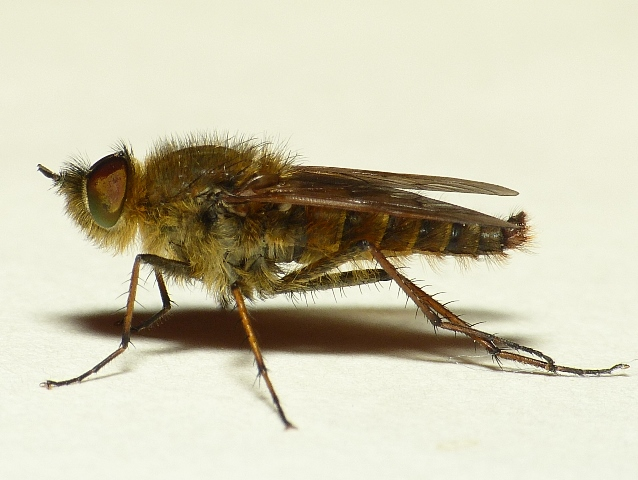
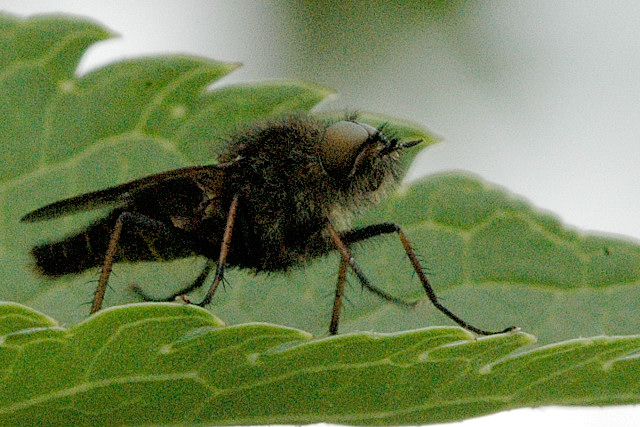
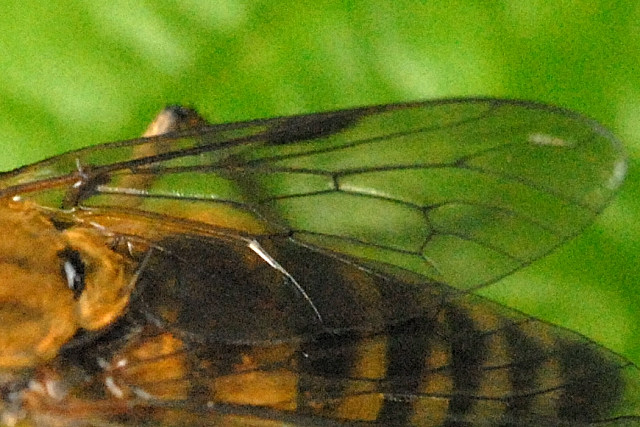